# Among the Sleep
Among the Sleep es un videojuego de terror independiente en primera persona, desarrollado por Krillbite Studios para las plataformas Microsoft Windows, OS X, Linux, PlayStation 4, Nintendo Switch y Xbox One. Among the Sleep fue lanzado el 29 de mayo de 2014 en América del Norte y Europa.

## Argumento
La historia comienza cuando un niño de dos años de edad, está teniendo su fiesta de cumpleaños en casa con su madre (la voz de Cia Court). La celebración es interrumpida por un visitante que se oculta del jugador. La historia sugiere inmediatamente que es su padre, del que la madre se ha distanciado. La discusión es en sordo, y el tono de enojo de la madre asusta al niño, cuyo temor se representa como una visión borrosa. Rápidamente, la madre regresa con un regalo presuntamente del visitante, pero la madre no le dice de quién es, de modo que el jugador puede entender que el regalo es de la figura materna. Entonces, se lleva al niño y el regalo hacia arriba, a la habitación del niño, un lugar de colores vivos y cálidos y la luz del sol. Antes de abrir el regalo, suena el teléfono y la madre deja a su hijo en la habitación para que juegue solo. El regalo resulta ser un oso de peluche, que parece estar vivo en la imaginación del niño. El oso (voz de Roger L. Jackson) se presenta como Teddy y tiene una naturaleza curiosa y aventurera. Después estos se encuentran jugando juntos, luego Teddy le dice al niño que necesitan un lugar oscuro, y le recomienda el armario; entran en el armario, donde la imaginación del niño transforma el armario en un cuarto oscuro y mucho más grande, lleno de largos abrigos negros. Teddy le explica que si tiene miedo en la oscuridad, se puede abrazar a él para sentirse más seguro, y resulta que al abrazarlo alumbra algo de luz. La pequeña aventura se termina cuando la madre los encuentra; le dice al niño, con suavidad: "Deja de esconderte de mami el señor oso esta sucio" y lo acuesta en la cuna.
En mitad de la noche el niño se despierta y ve cómo Teddy es tomado por una mano invisible, y la cuna es revocada y la puerta abierta, de nuevo por una mano invisible. El jugador deja el dormitorio, y rescata a Teddy de ahogarse en la lavadora. El oso le dice que algo no está bien con su madre, y que tienen que encontrar a su madre, que de alguna manera ha desaparecido.
La búsqueda en el juego sale como un viaje a través de los ambientes creados por la imaginación y las experiencias del niño, junto a la aparición ocasional de un monstruo y espeluznantes criaturas. Todo eso sugiere una penetración psicológica del niño de hacer frente a la separación de sus padres, así como el tratamiento abusivo de la madre (y del padre en el DLC). Teddy instruye al jugador para encontrar cuatro recuerdos que el niño tenía de tiempos más felices con su madre, que los ayudarán a encontrarla y que deben introducir en el horno de una casa de muñecas que encontraron en el inicio de la aventura y que tiene una puerta que se abre con cada una de esas memorias y les acerca cada vez a la madre. Los recuerdos toman las formas de cuatro objetos familiares para el niño: el colgante de su madre que se muestra en el inicio del juego, la caja musical que hace funcionar para ponerlo a dormir por la noche, un libro de cuentos que a veces le lee, y un elefante de peluche que le regaló.
En la búsqueda de cada objeto los ambientes son distintos: el primero consistía en la casa del niño durante una noche de tormenta, el segundo en un parque que al principio parece acogedor pero en el que después también se hace de noche y con niebla, el tercero es una casa en un bosque oscuro y lúgubre, y el último de nuevo la casa del niño pero con un aire más desordenado y siniestro. En todo el viaje se encuentran botellas de alcohol vacías que implícitamente dicen que la madre tiene un problema con la bebida, dibujos hechos por el niño (algunos que muestran a los padres luchando por la custodia de su hijo, y otros de la madre asustándolo), y monstruos similares a la sombra que lo atormenta. El monstruo-trol aparece como un eco de Trollmors "vaggsång" Lullaby. 
Después de haber encontrado el último recuerdo de la madre, el bebé y Teddy son capturados por un monstruo revestido y en la lucha por escapar, el brazo de Teddy es arrancado por el niño y el resto del peluche se lo lleva el monstruo. Entonces, el niño se encuentra en medio de la oscuridad cuando de repente salen luces frías e imponentes que muestran a la madre bebiendo y transformándose en los monstruos que aparecen, revelando que la madre se convierte en un monstruo a ojos del bebé cuando está borracha. Finalmente el niño encuentra de nuevo la casa de muñecas, y con todos los recuerdos encontrados el niño sale por la puerta que se abre al reunirlos, que resulta estar conectada a su armario. Ya es de día y está de vuelta en su habitación. Baja por las escaleras y encuentra a su madre llorando en la cocina, con el peluche sin brazo en una mano, y una botella de vino en la otra. Cuando el jugador intenta coger al oso, la madre empuja al niño gritando que se aleje muy fuerte. Antes de seguir llorando la madre se disculpa y le dice que ella "no pretendía", y que "todo es demasiado", dando a entender que ella estaba luchando como madre soltera sola. 
Alguien llama a la puerta principal del cual la madre no reacciona. Cuando el niño va a la puerta, se abre y surge una brillante luz blanca que representa la llegada de alguien que le va a ayudar. Se le oye hablando con el niño con la misma voz de Teddy, y luego comenta sobre el brazo roto de éste e indica que él lo puede arreglar. El juego termina entonces, con el niño y la misteriosa entidad con la voz del osito yéndose juntos.
En el DLC o prólogo podemos ver que la madre comenzó con su problema de alcoholismo a causa de los malos tratos que recibía por el padre del jugador. Como el padre del jugador también tiene apariencia de monstruo (la aparición de la madre tenía el pelo largo y este monstruo era diferente), podemos entender que el bebé también sufría los abusos y daños de éste, cosa que deja a la imaginación del jugador la identidad de la luz de la historia principal o si el juego tuvo un final feliz.
Among the Sleep (Entre el Dormilón) Daños, abusos y Alchoolismo

## Desarrollo
El desarrollo de Among the Sleep comenzó en el año 2011, y atrajo a 225.000 NOK (€ 28.000), el 27 de mayo y 200 000 NOK (€ 25.000) el 28 de octubre de 2011, en la financiación del cine Institutt Norsk (Norwegian Film Institute) el NFI adjudicó a la empresa un adicional de 400.000 coronas noruegas (50.000 €) el 1 de marzo y otros 820 000 NOK (€ 102.700) el 1 de noviembre de 2012.
Krillbite Studio también ganó los subsidios mediante el lanzamiento de una campaña de Kickstarter el 18 de abril de 2013, donde lograron prometer $ 248.358 de un objetivo de $ 200.000. Objetivos ambiciosos Conseguido incluyeron una pista de comentarios, contenido descargable desarrollado en colaboración con patrocinadores y el apoyo a la realidad virtual en el auricular Oculus Rift. Su tamaño es de 1,1 GB.

## Recepción
Among the Sleep se encontró con críticas desde mixtas a positivas, recibiendo 7/10 de GameSpot y Polygon y acumulando en Metascore una puntuación de 66.
A partir del 7 de marzo de 2015, se vendieron más de 100.000 copias del juego.